# روگرو ریوا
روگرو ریوا (انگلیسی: Ruggero Riva؛ زادهٔ ۲۴ ژوئیهٔ ۱۹۹۰) بازیکن فوتبال است.
از باشگاه‌هایی که در آن بازی کرده‌است می‌توان به باشگاه فوتبال مونتسا اشاره کرد.